# Зіало (народ)
Зіало — етнічна група з Гвінеї. Мова, якою вони розмовляють, має тотожню назву.

## Люди
Населення оцінюється в 25 000

## Мова
Мова зіало це Південно-Західний діалект мови манді. Зіалоо має п'ять основних діалектів: Баява, Воло-зіоло, Войжава, Келігхіго і Лаволозу.